# ブライアン・ルイス (サッカー選手)
ブライアン・ハフェト・ルイス・ゴンサレス（Bryan Jafet Ruiz González、1985年8月18日 - ）は、コスタリカ・サンホセ出身の元同国代表サッカー選手。現役時代のポジションはフォワード (FW)。
サッカー選手のイェンドリック・ルイスは実弟。

## クラブ経歴
コスタリカ・プリメーラ・ディビシオンのLDアラフエレンセで18歳のときにデビューし、ロランド・フォンセカ・ヒメネス、フローラン・レデスマとトリオを組んだ。2004年にはCONCACAFチャンピオンズリーグで優勝し、2004-05シーズンには国内リーグで優勝を果たした。点取り屋としてもプレーメーカーとしても優秀で、2005-06シーズンにはチームの最優秀選手のひとりだった。
2006年夏、4年契約でベルギー・ジュピラーリーグのKAAヘントに移籍した。2007年12月8日のスポルティング・ロケレン戦ではハットトリックを達成した。2008-09シーズンにはリーグでもっとも素晴らしい選手のひとりとみなされ、12得点でチーム内得点王になった。SCヘーレンフェーン、RSCアンデルレヒト、スタンダール・リエージュ、クラブ・ブルッヘ、オリンピアコスFC、SSCナポリ、ニューカッスル・ユナイテッドFC、セルティックFC、ウィガン・アスレティックFC、AZアルクマールが彼に興味を示した。
2009年7月15日、移籍金500万ユーロでエールディヴィジのFCトゥウェンテに移籍した。契約期間は4年。8月1日、2009-10シーズン第1節のスパルタ・ロッテルダム戦でデビューし、57分にルイスと同じく新加入のミロスラフ・ストッフからパスを受けて移籍後初得点を決めた。8月20日のUEFAヨーロッパリーグ予選・FKカラバフ戦と8月23日のRKCヴァールヴァイク戦では2試合続けて2得点を決め、第8節のVVVフェンロー戦から第17節のNACブレダ戦にかけては10試合連続得点を記録した。

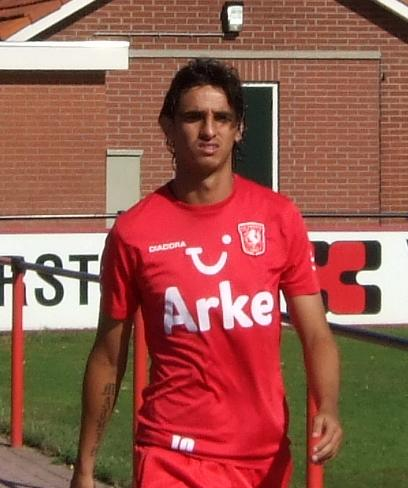
FCトゥウェンテでのルイス（2010年）

その後もハイペースで得点を記録し続け、2010年3月27日のスパルタ・ロッテルダム戦ではハットトリックを達成した。最終的には35試合で25得点を記録し、自身が得点した試合すべてで勝ち点3を挙げるなど、力強く前線を牽引した。アヤックス・アムステルダムのルイス・スアレスに次ぐ得点ランキング2位でシーズンを終えた。国内カップ戦であるKNVBカップでも3試合3得点と結果を残したが、欧州の舞台では振るわず、UEFAチャンピオンズリーグ予備戦・UEFAヨーロッパリーグ計10試合に出場して無得点に終わった。
2011年8月、移籍金約1200万ユーロでプレミアリーグのフラムFCに移籍した。契約期間は4年間。

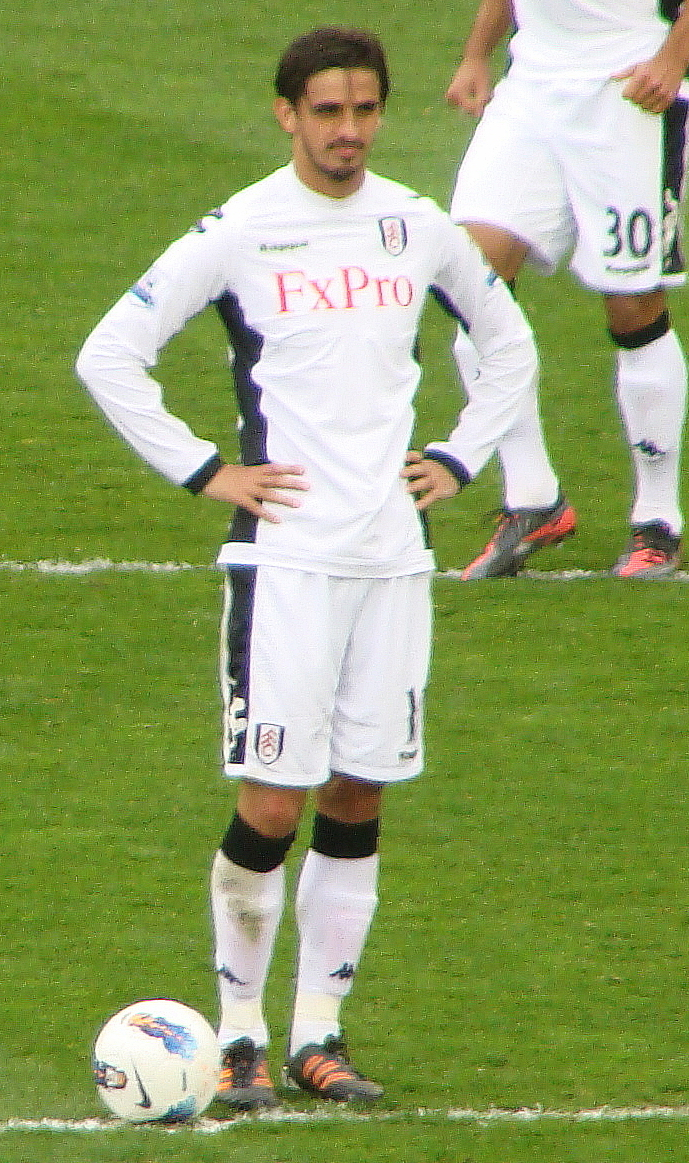
フラムFCでのルイス

2014年冬、2014 FIFAワールドカップ出場を見据え移籍を志願し、レアル・ベティスなどが獲得に動いたが、1月15日、PSVアイントホーフェンにレンタル移籍し、2年半ぶりにエールディヴィジ復帰となった。
2015年7月7日、スポルティングCPに移籍した。契約期間は3年間で、契約解除金は6000万ユーロに設定された。
2015年冬、Jリーグに所属する横浜F・マリノスやMLSのシアトル・サウンダーズFCから獲得オファーが届くも条件面が合わずにチームに残留。
この年は結局、25試合7ゴールに留まった。
2018年7月11日、サントスFCにフリーで加入した。背番号は10番。しかしホルヘ・サンパオリ前監督とジェズアウド・フェレイラ監督の構想には入っておらず、ノーゴールのままサントスで公式戦に出場しない期間が500日以上なったこともあり、2020年7月13日、サントスFCとの契約解除を発表した。
2020年7月24日、キャリアの原点である母国クラブLDアラフエレンセに加入し、14年ぶりの母国復帰を果たした。
2022年12月、現役引退を表明した。

## 代表経歴

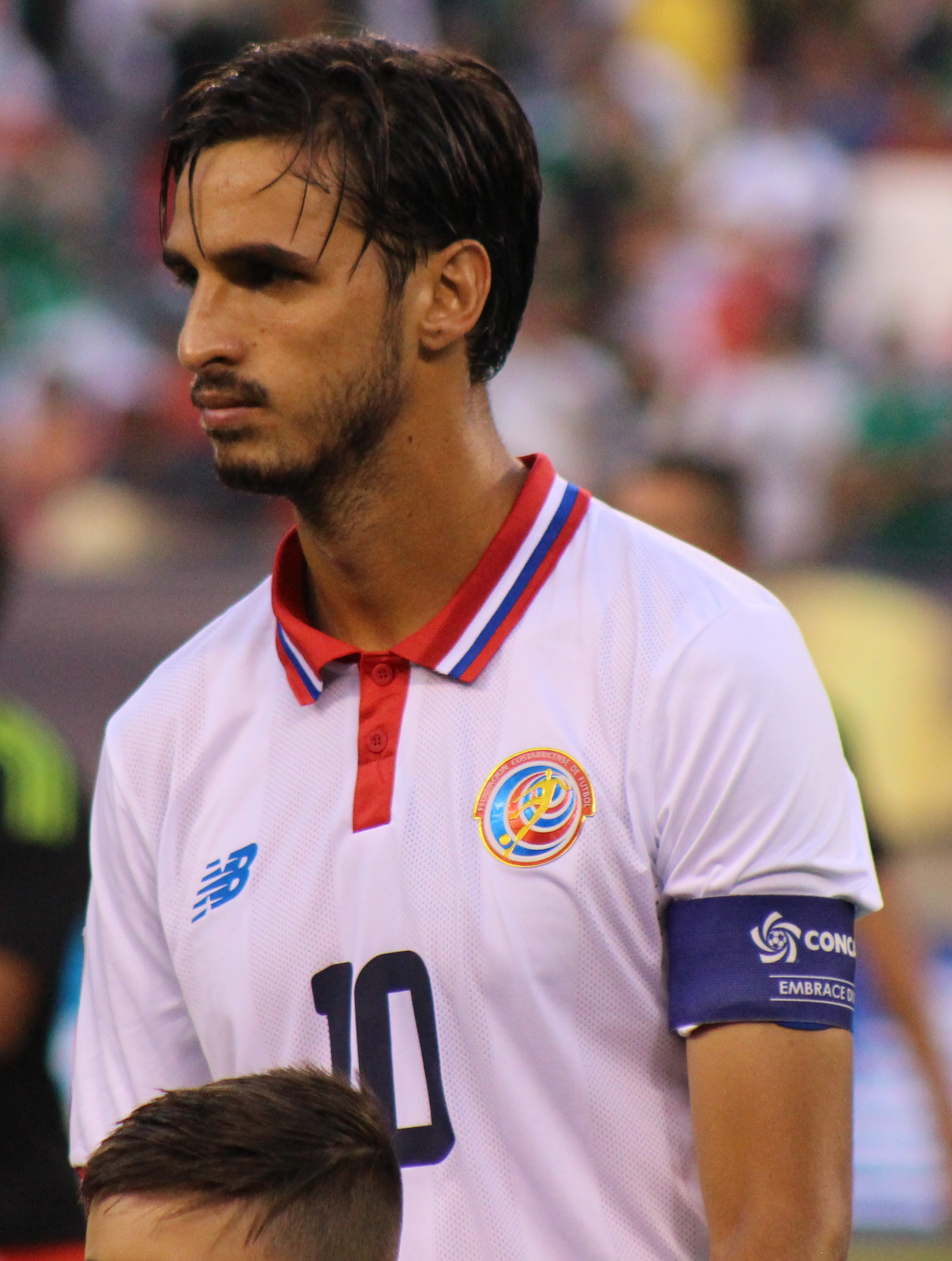
コスタリカ代表でのルイス（2015年）

U-20コスタリカ代表の中心選手であった。2005年にA代表に初招集され、同年のCONCACAFゴールドカップで初得点を決めた。2006年ドイツW杯北中米カリブ海予選に出場したが、本大会のメンバーからは外れた。2007年3月のニュージーランド戦では1得点1アシストの活躍を見せた。6月2日のチリ戦でも得点したが、その数分後に負傷し、2007年のゴールドカップ出場は逃した。2010年南アフリカW杯北中米カリブ海予選ではレギュラーとしてプレーし、最終予選最終節のアメリカ戦で2得点したが、得失点差の関係でホンジュラスに次ぐ4位となり、大陸間プレーオフに回った。大陸間プレーオフでは南米予選5位のウルグアイに敗れ、本大会出場はならなかった。
2014 FIFAワールドカップではグループリーグ第2戦のイタリア戦で決勝点を挙げ、コスタリカの6大会ぶりの決勝トーナメント進出に貢献した。ベスト16のギリシャ戦では先制点を挙げ、PK戦でも2人目のキッカーとしてPKを決め、コスタリカ史上初のベスト8進出に貢献した。
2022年11月4日、カタールW杯に向けたメンバーの1人に選ばれた。ちなみに、ルイスは9月の時点でW杯後に現役を引退することを表明しており、コスタリカ代表の監督を務めるルイス・フェルナンド・スアレスも「出場が確定しているのは、ブライアン・ルイスだけだ。彼が我が国のために尽くしてきたこと、私たち国民を代表してきたことへの見返りとして彼はそれに値する。彼自身が発表したようにこれが彼のキャリアにおける最後の数試合となる」と述べていた。

## 代表歴

### 出場大会
- コスタリカ代表
  - 2014 FIFAワールドカップ
  - 2018 FIFAワールドカップ
  - 2022 FIFAワールドカップ

### 試合数
- 国際Aマッチ 147試合 29得点（2005年-2022年）[16]

| コスタリカ代表 | 国際Aマッチ | 国際Aマッチ |
| 年             | 出場        | 得点        |
| -------------- | ----------- | ----------- |
| 2005           | 7           | 1           |
| 2006           | 2           | 0           |
| 2007           | 6           | 2           |
| 2008           | 8           | 4           |
| 2009           | 10          | 2           |
| 2010           | 6           | 0           |
| 2011           | 7           | 0           |
| 2012           | 3           | 0           |
| 2013           | 11          | 3           |
| 2014           | 12          | 5           |
| 2015           | 13          | 3           |
| 2016           | 10          | 2           |
| 2017           | 3           | 1           |
| 2018           | 10          | 2           |
| 2019           | 7           | 1           |
| 2020           | 0           | 0           |
| 2021           | 13          | 2           |
| 2022           | 9           | 1           |
| 通算           | 147         | 29          |

### 得点
| #  | 日時           | 場所             | 対戦相手             | スコア | 結果  | 大会                                            |
| -- | -------------- | ---------------- | -------------------- | ------ | ----- | ----------------------------------------------- |
| 1  | 2005年7月6日   | マサチューセッツ | ホンジュラス         | 2 – 3  | 2 – 3 | 2005 CONCACAFゴールドカップ                     |
| 2  | 2007年3月24日  | サンホセ         | ニュージーランド     | 4 – 0  | 4 – 0 | 親善試合                                        |
| 3  | 2007年6月2日   | サンホセ         | チリ                 | 2 – 0  | 2 – 0 | 親善試合                                        |
| 4  | 2008年6月21日  | サンホセ         | グレナダ             | 2 – 0  | 3 – 0 | 2010 FIFAワールドカップ北中米カリブ海2次予選    |
| 5  | 2008年9月6日   | サンホセ         | スリナム             | 7 – 0  | 7 – 0 | 2010 FIFAワールドカップ北中米カリブ海3次予選    |
| 6  | 2008年9月10日  | ポルトープランス | ハイチ               | 0 – 1  | 1 – 3 | 2010 FIFAワールドカップ北中米カリブ海3次予選    |
| 7  | 2008年9月10日  | ポルトープランス | ハイチ               | 1 – 2  | 1 – 3 | 2010 FIFAワールドカップ北中米カリブ海3次予選    |
| 8  | 2009年10月14日 | ワシントンD.C.   | アメリカ合衆国       | 0 – 1  | 2 – 2 | 2010 FIFAワールドカップ北中米カリブ海最終予選   |
| 9  | 2009年10月14日 | ワシントンD.C.   | アメリカ合衆国       | 0 – 2  | 2 – 2 | 2010 FIFAワールドカップ北中米カリブ海最終予選   |
| 10 | 2013年2月6日   | パナマ市         | パナマ               | 2 – 1  | 2 – 2 | 2014 FIFAワールドカップ・北中米カリブ海最終予選 |
| 11 | 2013年6月18日  | サンホセ         | パナマ               | 1 – 0  | 2 – 0 | 2014 FIFAワールドカップ・北中米カリブ海最終予選 |
| 12 | 2013年10月15日 | サンホセ         | メキシコ             | 1 – 0  | 2 – 1 | 2014 FIFAワールドカップ・北中米カリブ海最終予選 |
| 13 | 2014年6月2日   | タンパ           | 日本                 | 1 – 0  | 1 – 3 | 親善試合                                        |
| 14 | 2014年6月20日  | レシフェ         | イタリア             | 0 – 1  | 0 – 1 | 2014 FIFAワールドカップ                         |
| 15 | 2014年6月29日  | サンパウロ       | ギリシャ             | 1 – 0  | 1 – 1 | 2014 FIFAワールドカップ                         |
| 16 | 2014年9月13日  | ロサンゼルス     | グアテマラ           | 1 – 1  | 2 – 1 | コパ・セントロアメリカーナ                      |
| 17 | 2014年11月13日 | モンテビデオ     | ウルグアイ           | 1 – 2  | 3 – 3 | 親善試合                                        |
| 18 | 2015年7月11日  | ヒューストン     | エルサルバドル       | 1 – 0  | 1 – 1 | 2015 CONCACAFゴールドカップ                     |
| 19 | 2015年9月8日   | サンホセ         | ウルグアイ           | 1 – 0  | 1 – 0 | 親善試合                                        |
| 20 | 2015年11月17日 | パナマ市         | パナマ               | 0 – 1  | 1 – 2 | 2018 FIFAワールドカップ・北中米カリブ海4次予選  |
| 21 | 2016年3月29日  | サンホセ         | ジャマイカ           | 2 – 0  | 3 – 0 | 2018 FIFAワールドカップ・北中米カリブ海4次予選  |
| 22 | 2016年10月8日  | クラスノダール   | ロシア               | 0 – 2  | 3 – 4 | 親善試合                                        |
| 23 | 2017年6月13日  | サンホセ         | トリニダード・トバゴ | 2 – 1  | 2 – 1 | 2018 FIFAワールドカップ・北中米カリブ海5次予選  |

## タイトル

### クラブ
LDアラフエレンセ
- CONCACAFチャンピオンズリーグ：2004
- コスタリカ・プリメーラ・ディビシオン：2004-05, 2020 (アペルトゥーラ)
- コパ・インテルクルベスUNCAF：2005
- CONCACAFリーグ：2020

FCトゥウェンテ
- エールディヴィジ：2009-10
- KNVBカップ：2010-11
- ヨハン・クライフ・スハール：2010, 2011

スポルティング・クルーベ・デ・ポルトゥガル
- スーペルタッサ・カンディド・デ・オリベイラ：2015
- タッサ・ダ・リーガ：2017-18

### 代表
- コパ・セントロアメリカーナ：2014

### 個人
- CONCACAF年間最優秀選手賞：2015